# Emilia Fahlin
Emilia Fahlin   (Örebro, 24 d'octubre de 1988) és una ciclista sueca, professional des del 2007 i actualment a l'equip Arkéa-B&B Hotels. S'ha proclamat diversos cops campiona nacional, tant en ruta com en contrarellotge. Ha participat en els Jocs Olímpics de Londres i als de Rio de Janeiro.

## Palmarès
- 2005
  -  Campiona de Suècia en ruta júnior
- 2008
  -  Campiona de Suècia en ruta
  - Vencedora d'una etapa al Redlands Bicycle Classic
- 2009
  -  Campiona de Suècia de contrarellotge
- 2010
  -  Campiona de Suècia de contrarellotge
- 2011
  -  Campiona de Suècia de contrarellotge
  - Vencedora de 4 etapes al Tour de l'Ardecha
- 2012
  - Vencedora d'una etapa al Nature Valley Grand Prix
- 2013
  -  Campiona de Suècia en ruta
- 2016
  - 1a a l'Open de Suède Vårgårda
- 2018
  -  Campiona de Suècia en ruta
  - 1a a la Gracia Orlová i vencedora de 3 etapes
- 2023
  -  Campiona de Suècia en ruta

### Resultats a les Grans Voltes

#### Giro d'Itàlia
- 2010: No surt a la 5a etapa
- 2011: 74a posició
- 2013: 87a posició
- 2014: 104a posició
- 2015: 75a posició
- 2018: 87a posició
- 2020: Abandona a la 5a etapa
- 2022: 88a posició

#### Tour de França
- 2024: 101a posició
- 2025: 124a posició

#### Volta a Espanya
- 2025: Abandona a la 4a etapa